# Кларицио, Эмануэле
Эмануэле Кларицио (итал. Emanuele Clarizio; 18 мая 1911, Милан, королевство Италия — 16 апреля 2001, там же) — итальянский куриальный прелат и ватиканский дипломат. Титулярный архиепископ Клавдиополиса Исаврийского с 5 октября 1961 по 14 июня 1969. Апостольский нунций в Доминиканской Республике и апостольский делегат в Пуэрто-Рико с 5 октября 1961 по 12 июня 1967. Апостольский делегат в Канаде с 12 июня 1967 по 14 июня 1969. Титулярный архиепископ Антиума с 14 июня 1969 по 16 апреля 2001. Апостольский про-нунций в Канаде с 14 июня 1969 по 19 марта 1970. Про-префект Папской Комиссии по Пастырскому попечению о мигрантах и странствующих с 19 марта 1970 по 18 сентября 1986. 